# Afgehaakt Nederland
Afgehaakt Nederland is een term die gebruikt wordt voor het gedeelte van de Nederlandse stemgerechtigden dat de hoop heeft opgegeven dat de 'gevestigde politieke partijen' het goed voorhebben met het land. Bij landelijke verkiezingen stemmen zij niet, of stemmen zij op 'buitenstaanders-partijen' die nooit aan de regering deelnemen, en de regering niet steunen; dit zijn vooral populistische politieke partijen.

## Oorsprong van de term
De term komt uit Lage Drempels, Hoge Dijken (2018), het eindrapport van de Staatscommissie parlementair stelsel onder leiding van Johan Remkes, dat de zinsnede bevat: "De maatschappelijke realiteit laat zien dat de parlementaire democratie op dit moment niet voor iedereen even goed werkt, en dat burgers voor wie de democratie minder goed werkt, dreigen af te haken op de politiek of al afgehaakt zijn."

## Geschiedenis
De term werd opgenomen in de titel Atlas van afgehaakt Nederland (2021) door Josse de Voogd en René Cuperus, dat ‘afgehaaktheid’ in kaart brengt en analyseert langs verschillende dimensies. Dimensies als enerzijds sociaal-economische factoren zoals opleiding, armoede en gezondheid en anderzijds politieke participatie en politiek vertrouwen. En hoe zich dat vertaalt naar opvattingen die afwijken van de politieke mainstream, en hoe deze dimensies zich ruimtelijk manifesteren en al dan niet onderling aan elkaar gerelateerd zijn. 
Het onderliggende concept is ouder, de Staatscommissie parlementair stelsel verwijst er naar als een bestaand gegeven. Het betreft hier niet zonder meer het klassieke onderscheid tussen de haves en de have-nots (of 'hoogopgeleid' versus 'laagopgeleid', of jong versus oud) maar veeleer om stemgedrag op regioniveau, waarbij welvaart slechts één van de factoren is. Er is wel een sterke vergelijking te trekken met waar er voor of tegen het voorstel tot Brexit gestemd is.
Ook het beleid van de Rijksoverheid verschilt per regio. Tot in de jaren tachtig probeerde het Rijk gebieden buiten de Randstad te stimuleren, zoals met de Spreiding van Rijksdiensten. Vanaf de jaren tachtig werden allerlei voorzieningen teruggetrokken van het platteland, met als onderliggende gedachte dat investeren in de economisch sterke delen van het land het hoogste rendement zou opleveren, het zogeheten Randstaddenken. Gevolg is dat in grote delen van het land de (gemiddelde) afstand steeds groter werd tot de dichtstbijzijnde bibliotheek, gemeentehuis, politiepost, school, etc. Dit gaat gepaard met een brain-drain van jonge mensen die na een hogere opleiding bij universiteit of hogeschool blijven wonen.

### Politieke partijen
Gevestigde partijen zijn in dit verband de politieke partijen die in de regering zitten of gezeten hebben, CDA, CU, D66, PvdA en VVD, of die met de regering meedenken, GroenLinks, SGP en later Volt. De kiezers daarvan menen dat het in de grond goed gaat met Nederland. De buitenstaanders-partijen zijn er voor kiezers die menen dat het in de grond niet goed gaat met Nederland.

## Afgehaakt
Het blijkt dat ‘afgehaaktheid’ het meest gecorreleerd is met een slechte gezondheid, slechte sociale contacten en een bescheiden inkomen (en opleidingsniveau). Deze komen op hun beurt meer voor in bepaalde gebieden dan in andere. Het kan dus gebeuren dat regio’s waar de inkomens niet beter zijn maar waar de sociale verbanden wel beter zijn aanmerkelijk anders stemmen.

## Kamerverkiezingen 2023
In dit kader worden de stemmen op PVV en FvD bij de kamerverkiezingen 2023 geïnterpreteerd als ‘afgehaakt’, terwijl stemmen op BBB en NSC worden geduid als ‘laatste kans’ stemmen.

## Verder
De term Afgehaakt Nederland komt regelmatig terug in discussies over politiek Nederland. Inspelend op het succes zijn diverse korte series televisieprogramma’s gemaakt, gepresenteerd door Josse de Voogd  onder de titel Aangehaakt, veelal uitgezonden rond verkiezingen.